# Anthurium decurrens
Anthurium decurrens är en kallaväxtart som beskrevs av Eduard Friedrich Poeppig. Anthurium decurrens ingår i släktet Anthurium och familjen kallaväxter. Inga underarter finns listade.